# Єнс Вількен Горнеманн
Єнс Вількен Горнеманн (дан. Jens Wilken Hornemann; 6 березня 1770, Марсталь, — 30 липня 1841, Копенгаген) — данський ботанік.

## Біографія
Горнеманн був професором ботаніки в університеті Копенгагена. Після смерті Мартіна Валя у 1804 році, йому було доручено видавати «Flora Danica» — повний графічний опис дикоростучої флори Данського королівства (видавалося з 1761 до 1883 року).
У 1815 році Горнеманн був обраний до Шведської королівської академії наук.
Ганс Крістіан Андерсен був частим гостем в будинку Горнеманна у Копенгагені. Андерсен використовував його як модель для персонажу «професора ботаніки», який розуміє жести квітів, у казці «Квіти маленького Іди».

## Почесті
На честь Єнса Вількена Горнеманна названо рід рослин Hornemannia Vahl, а також види Stropharia hornemannii, Sticta hornemannii, Carduelis hornemannii та Epilobium hornemannii.

## Наукові праці
- Forsøg til en dansk oekonomisk Plantelaere [Архівовано 3 вересня 2014 у Wayback Machine.], 1806
- Hortus regius botanicus Hafniensis [Архівовано 3 вересня 2014 у Wayback Machine.], 1815
- De indole plantarum guineensium observationes [Архівовано 3 вересня 2014 у Wayback Machine.], 1819